# Stráž nad Nežárkou
Stráž nad Nežárkou (německy Platz an der Naser) je jihočeské město v okrese Jindřichův Hradec v Jihočeském kraji. Leží přibližně v polovině cesty mezi Jindřichovým Hradcem a Třeboní. Žije zde 879 obyvatel. V údolí na severním okraji města protéká řeka Nežárka; její koryto je chráněno v rámci evropsky významné lokality „Lužnice a Nežárka“. Město je spojeno s památkou slavné pěvkyně Emy Destinnové, která prostřednictvím svého přítele zakoupila v roce 1914 (oficiálně se majitelkou stala v roce 1920) zdejší zámek, a žila zde až do své smrti v roce 1930.

## Historie
Nejstarší památka, která byla ve Stráži objevena, je zlomek břidličného mlatu z doby přibližně 1800 př. n. l. Další nálezy z okolí pocházejí z 6.–2. století před naším letopočtem. Osídlení Stráže od přelomu letopočtu dokládají nálezy římských mincí, ostruhy a keltských mohyl.
První písemná zmínka o vesnici pochází z roku 1284.
Od 10. října 2006 byl obci vrácen status města. Dne 1. prosince 2021 bylo ve městě obnoveno pivovarnictví – zahájil činnost místní pivovar.

## Obyvatelstvo
| Rok            | 1869  | 1880  | 1890  | 1900  | 1910  | 1921  | 1930  | 1950  | 1961  | 1970  | 1980 | 1991 | 2001 | 2011 | 2021 |
| -------------- | ----- | ----- | ----- | ----- | ----- | ----- | ----- | ----- | ----- | ----- | ---- | ---- | ---- | ---- | ---- |
| Počet obyvatel | 2 005 | 1 934 | 2 052 | 1 947 | 1 731 | 1 529 | 1 379 | 1 199 | 1 193 | 1 054 | 993  | 887  | 777  | 841  | 844  |
| Počet domů     | 243   | 254   | 252   | 257   | 250   | 268   | 321   | 317   | 309   | 289   | 283  | 359  | 366  | 392  | 405  |

## Městská správa

### Části města
Město Stráž nad Nežárkou se skládá ze tří částí na třech katastrálních územích.
- Stráž nad Nežárkou (i název k. ú.)
- Dolní Lhota (k. ú. Dolní Lhota u Stráže nad Nežárkou)
- Dvorce (k. ú. Dvorce u Stráže nad Nežárkou)

Od 1. ledna 1980 do 30. června 1990 k městu patřilo i Plavsko a od 1. ledna 1980 do 31. prosince 1991 také Pístina.

### Městské symboly
Znak města je historický, vlajka byla městu udělena rozhodnutím předsedy Poslanecké sněmovny Parlamentu České republiky dne 15. června 2015.

## Pamětihodnosti
Dominantou východní strany náměstí je hrad přestavěný na zámek. Založili jej ve druhé polovině třináctého století páni ze Stráže. Později byl přestavěn v renesančním slohu, ale dochovaná podoba pochází především z barokní přestavby provedené po roce 1735. Dalšími památkově chráněnými objekty jsou:
- Kostel svatých Petra a Pavla
- Zvonice
- Dvě sochy svatého Jana Nepomuckého
- Trojice kašen
- usedlosti čp. 35 a 36
- Příhradový silniční most přes Nežárku s navazujícími kamennými mostky
- Mohylník Na Pískách v lese u Šimanovského mlýna

## Osobnosti
- Gustav Dubský (1868–???), český nakladatel a knihkupec
- Josef Ryšavý (1884–1967), profesor geodézie a rektor ČVUT
- Václav Weinzettl (1862–1930), architekt, ředitel školy

## Fotogalerie

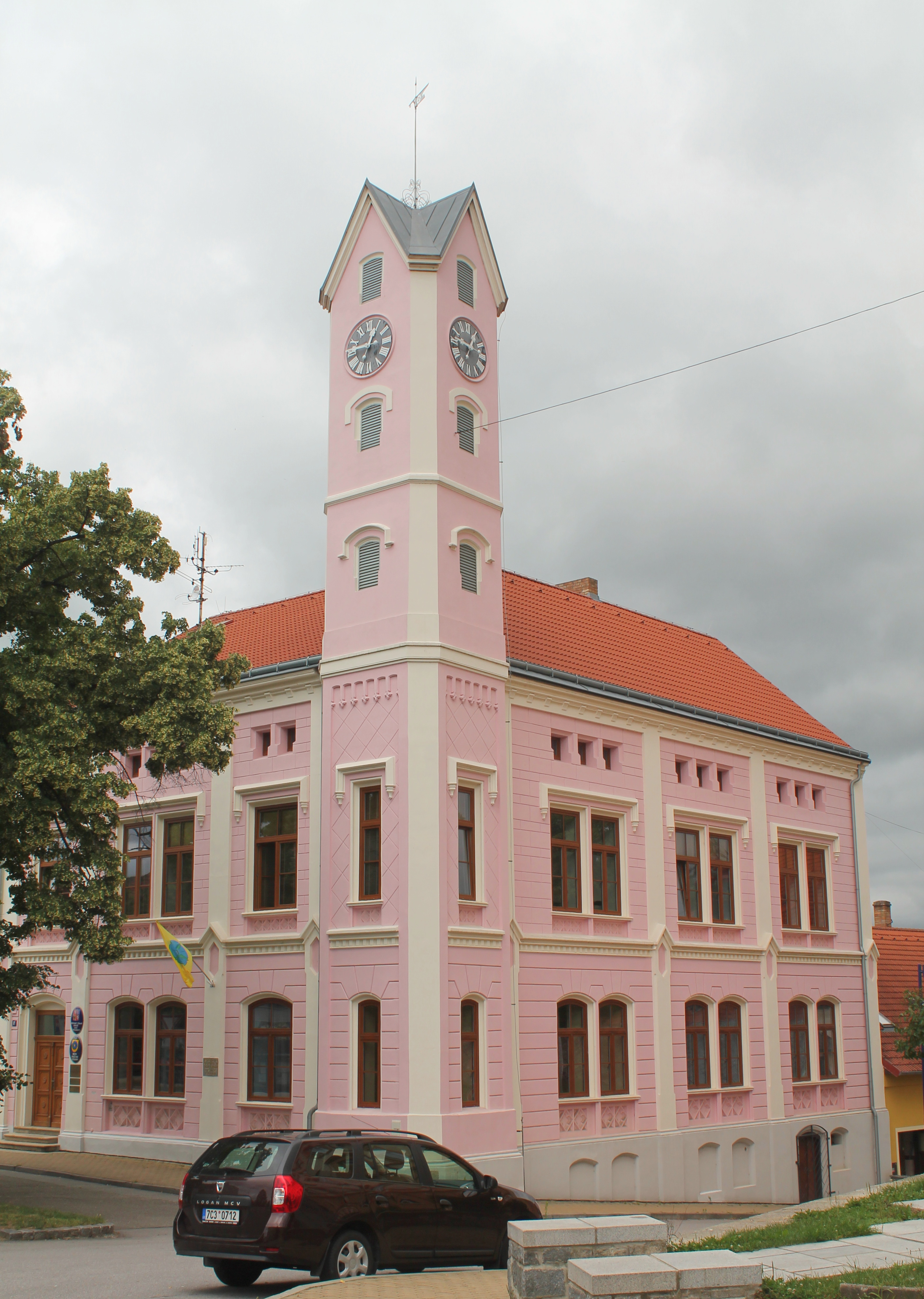
Budova místní radnice
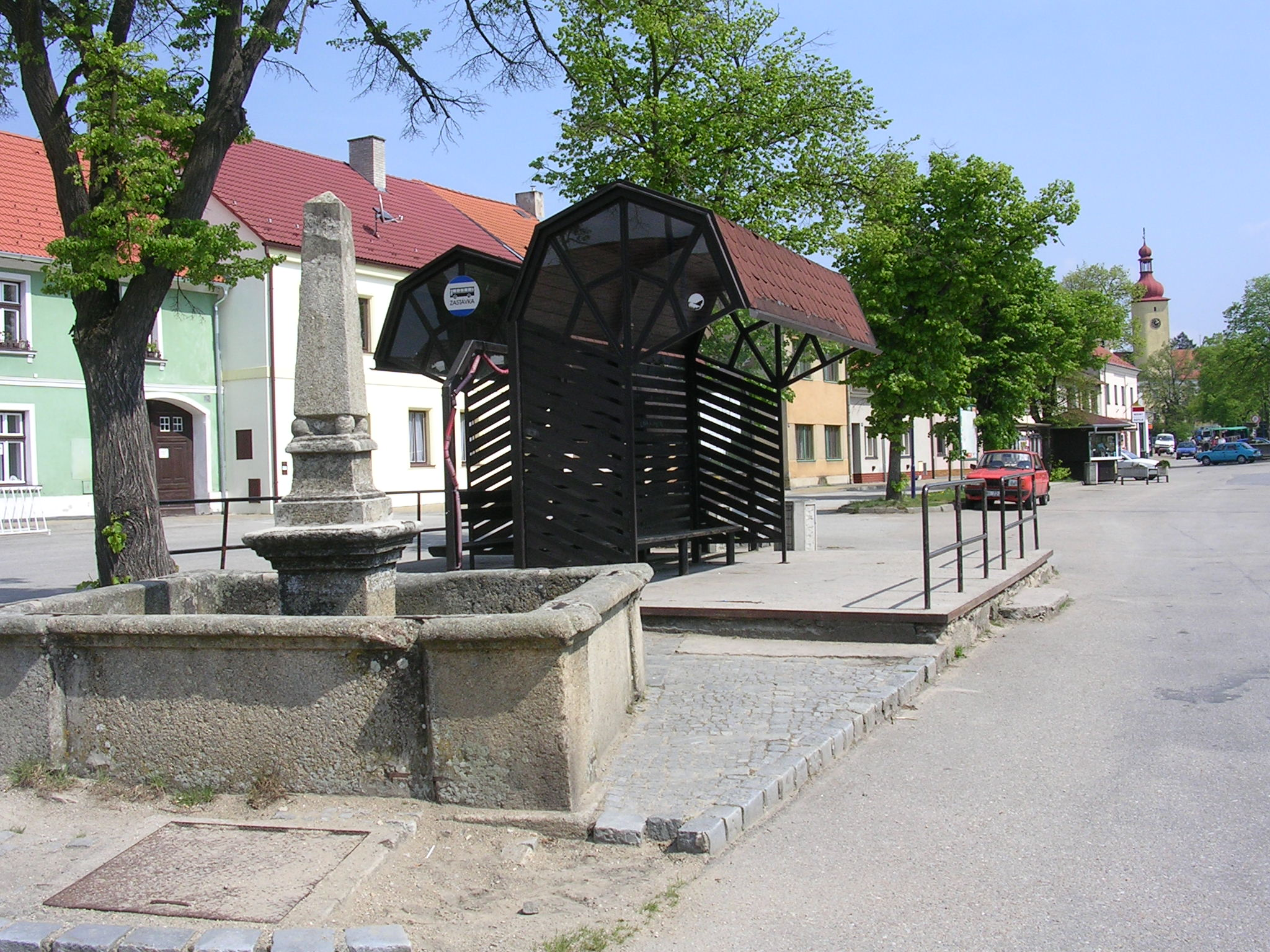
Náměstí Emy Destinové
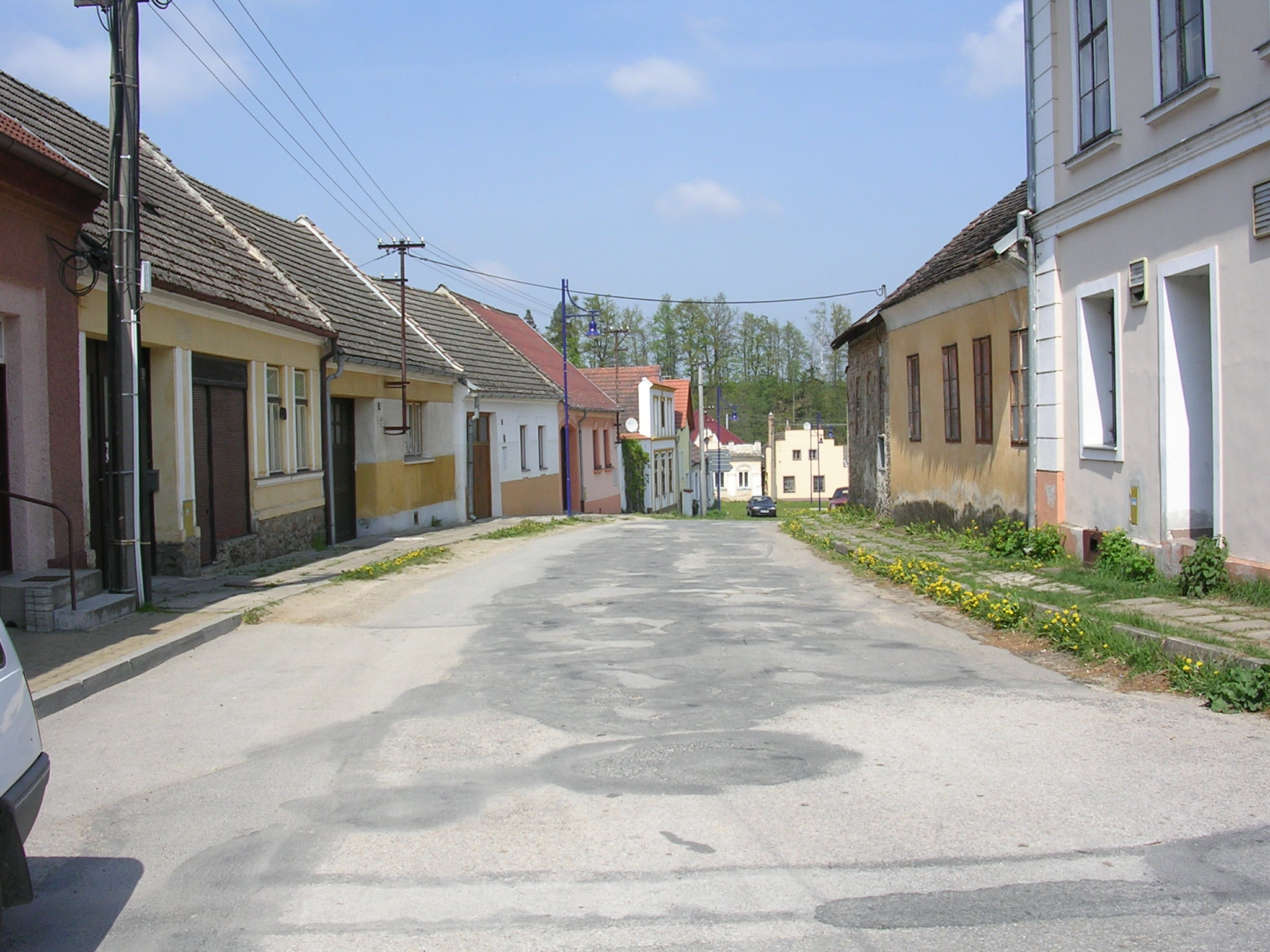
Mostní ulice
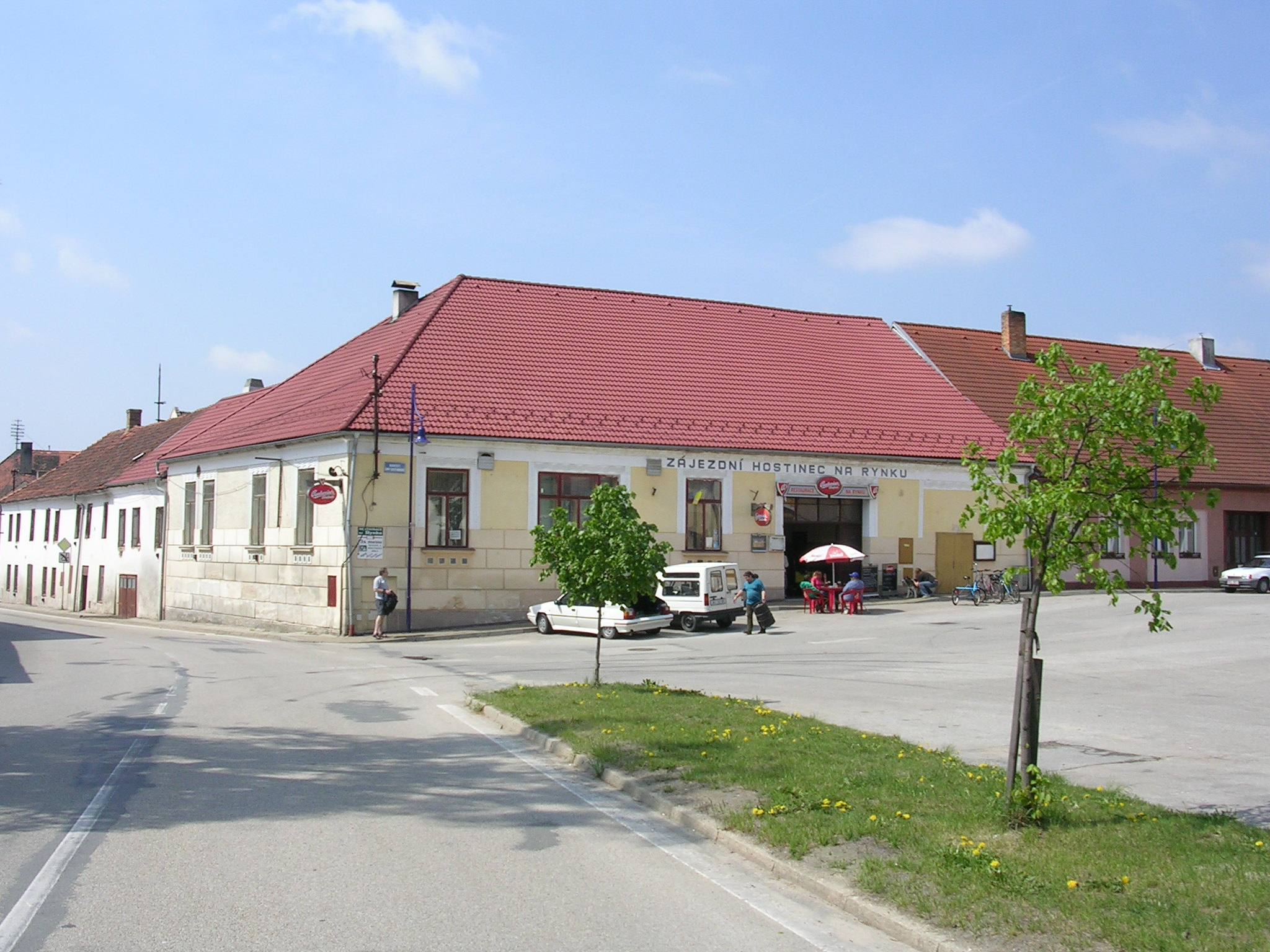
Hostinec Na Rynku
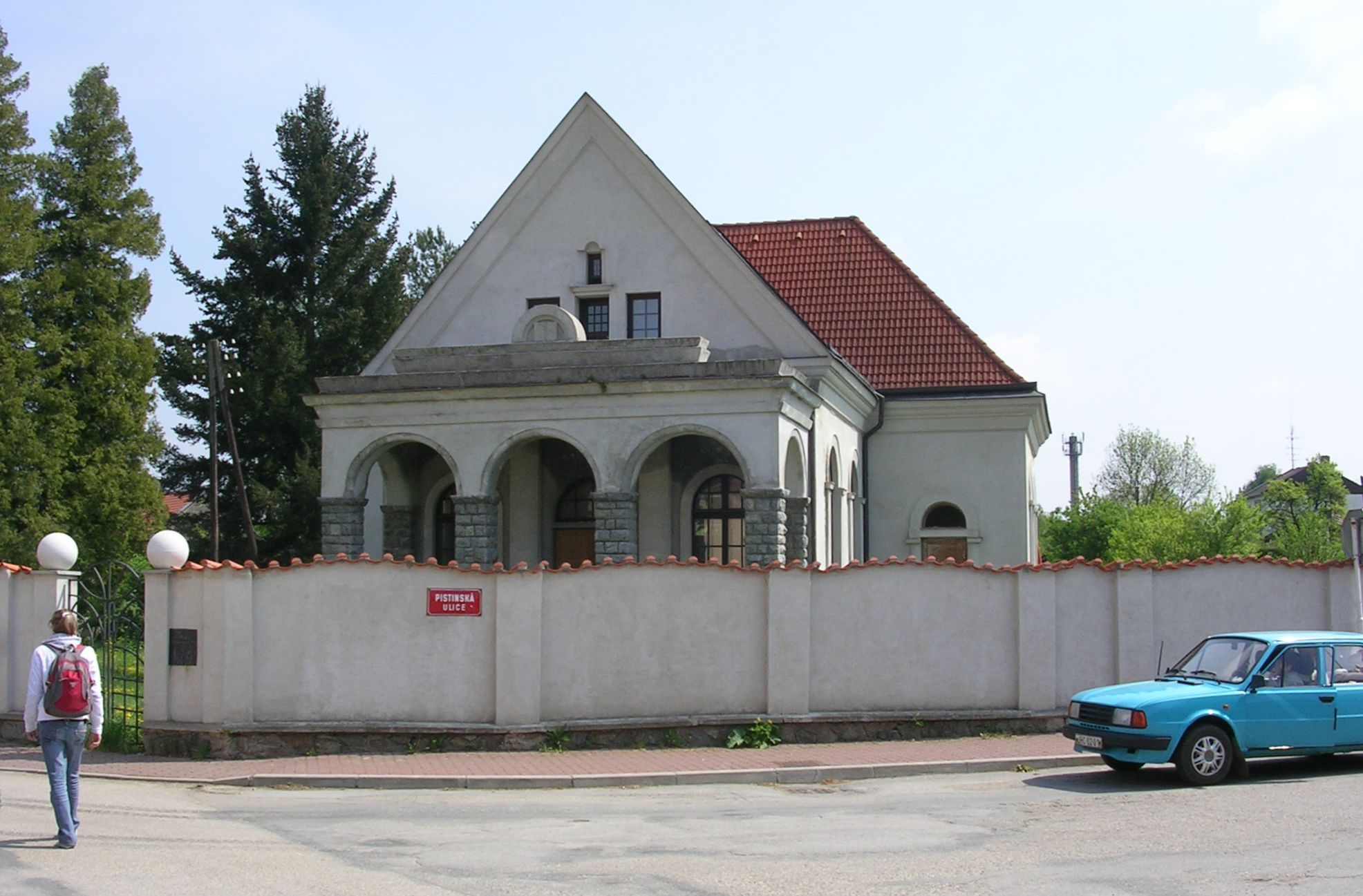
Bývalá metodistická kaple ze třicátých let 20. století let na rohu ulic Třeboňská a Pistinská
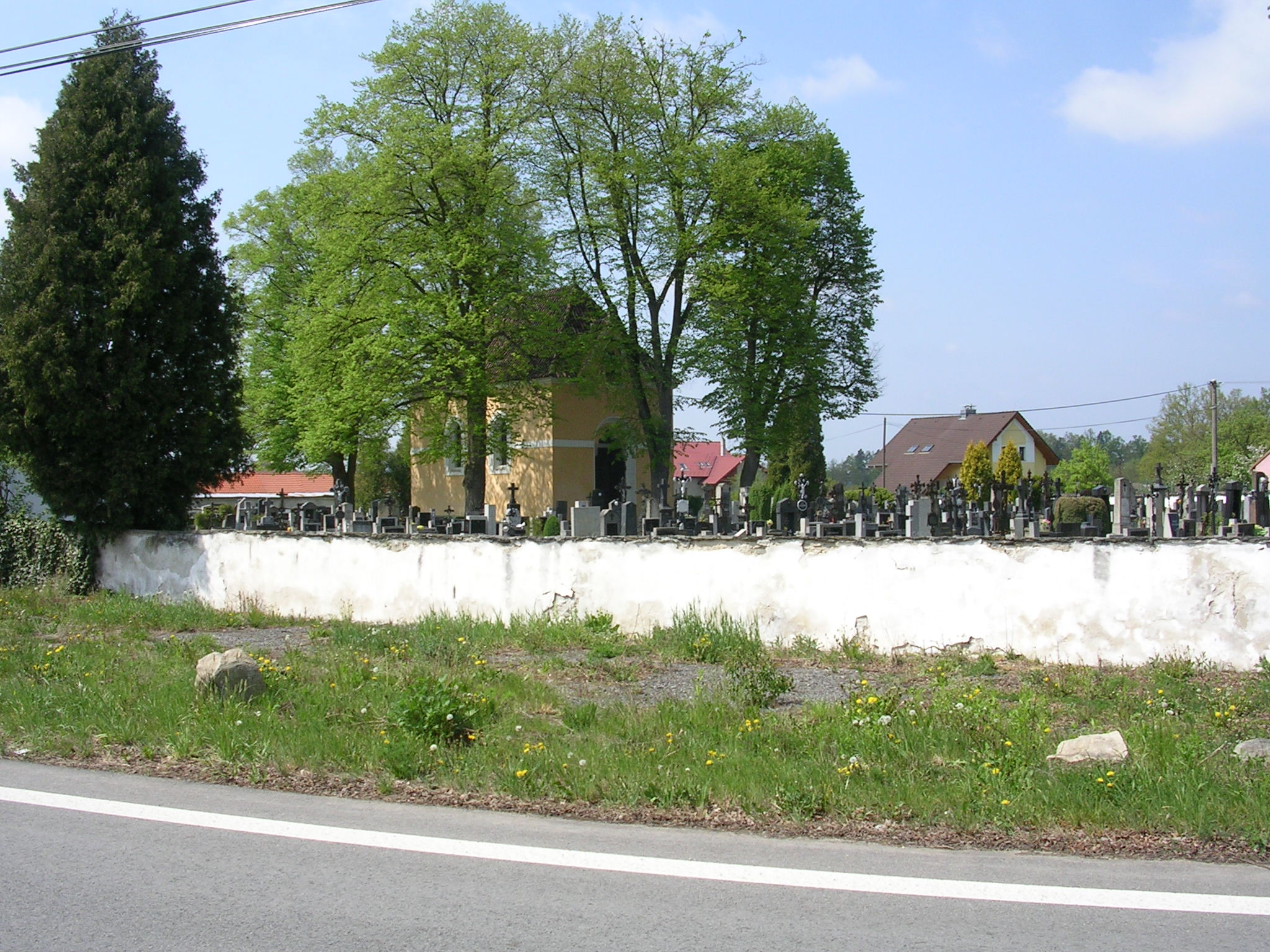
Hřbitov